# رونالد ساتورو
رونالد ساتورو (23 مارس 1915 - 1 يوليو 1991) (بالإنجليزية: Ronald Sartori)‏ هو لاعب كريكت أسترالي.

## وصلات خارجية
- رونالد ساتورو على موقع إي آس بي آن كريك إنفو (الإنجليزية)